# Eaton-under-Heywood
Eaton-under-Heywood – wieś w Anglii, w hrabstwie Shropshire. Leży 23 km na południe od miasta Shrewsbury i 211 km na północny zachód od Londynu.